# تسویتن
تسویتن (به آلمانی: Zeuthen) یک شهر در آلمان است که در دامه-اشپریوالد واقع شده‌است. تسویتن ۱۰٬۳۷۷ نفر جمعیت دارد.

## خواهرخوانده
شهر اینترلاکن خواهرخواندهٔ تسویتن هست.